# 평택 SPL 제빵공장 끼임 사망 사고
평택 SPL 제빵공장 끼임 사망 사고는 2022년 10월 15일, 평택시에 있는 SPC 그룹의 계열사 SPL의 제빵공장에서 근무하던 직원이 소스 배합 기계에 몸이 끼여서 사망한 사건이다. 배합기 안에 들어간 이물질 제거하는 등의 과정에서 신체 일부가 말려 들어간 것으로 추정된다.

## 경과

### 사건 당일 (10월 15일)
경기도 평택시에 있는 SPL 제빵공장에서 근무하던 직원(피해자)이 앞치마부터 샌드위치 소스 배합기에 끼여 상반신까지 들어갔다. 소스 배합기는 뚜껑이 열리면 자동으로 멈추는 안전 장치가 없는 것으로 밝혀졌다. 현장에는 다른 직원 1명이 더 있었지만 직원이 자리를 비운 사이에 사고가 났다. 소스를 모두 퍼내고 피해자를 꺼낸 사람은 같이 근무하던 직원이었다. 피해자는 바로 병원으로 옮겨졌지만 사망했다. 대부분의 직원은 트라우마를 호소하였지만 사고 기계만 천으로 가리고 당일 저녁에도 밤새 투입되었다.
일주일 전에도 기간제 직원이 손이 끼이는 사고가 있었지만, 알아서 병원을 가라고 한 것으로 밝혀졌다.

### 다음 날 (10월 16일)
SPL은 고용노동부가 9대의 소스 배합기 중 작업 중지 명령이 내려진 7대를 제외한 2대로 작업을 계속했다. 고용노동부는 오후에 나머지 2대도 작업 중지 명령을 내렸으며, 사고가 발생한 3층 전체의 공정 중지도 권고했다.
한편 SPC그룹은 사고에 관한 언급 없이 파리바게트의 런던 1호점 개점에 대해서 홍보했다. 이에 대해서 사람들은 기사 밀어내기라며 비판했다.

### 이후
고용노동부는 사고가 발생한 사업장을 중대재해처벌법으로 작업 중지를 명령하고 중대재해처벌법과 산업안전보건법 위반 여부를 조사하겠다고 밝혔다. 이들은 "정확한 사고원인은 추후 명확히 밝혀지겠지만 현재까지 언론보도와 현장 노동자들의 증언에 따르면, 이번 사고는 SPL 사측의 산업재해 예방을 위한 안전조치 위반일 가능성이 높다"며 다섯 가지 의혹을 제시했다.
- 2인 1조로 일하는 공정이지만 사고 당시 홀로 근무하게 방치한 점[12]
- 평소에도 앞치마가 벨트에 끼이는 일이 있었으나 개선 조치를 하지 않은 점[12]
- 하지도 않은 안전교육을 했다는 서명을 하라고 지시한 점[12]
- 배합수당을 받을 정도로 힘든 공정으로 평소 여성 배치에 대한 현장 불만이 있었으나 외면한 점[12]
- 이번 사고 일주 전 일어난 손 끼임 사고에 대해 재해자가 비정규직이라는 이유로 아무런 조치를 취하지 않았다는 점[12]

해당 공장에서 2017년부터 2022년 9월까지 발생한 사고 피해자는 37명이고, 이 중 15명이 끼임 사고였던 것으로 밝혀졌다. 또한 끼임 사고가 가장 많았음에도 불구하고 끼임 사고 방지 장치인 인터록도 설치하지 않았다. 이에 비판의 목소리가 커지자, SPC 측은 안전장치 설치 의무가 없다고 해명했다.

### 장례식 (10월 20일)
피해자의 추모식과 장례식이 열려 많은 사람들이 위로와 추모의 글을 남겼다. 이에 SPC그룹은 피해자의 장례식에 조문객 답례품으로 파리바게트 빵 두 박스를 두고 갔다.
우리 아이가 이 공장에서 일하다가 숨졌는데 이 빵을 답례품으로 주는 게 말이 되냐…— 인터뷰

 이에 김희서 정의당 대변인은 20일 오후 "답례품 빵, 해도 해도 너무하다"라며 "SPC의 책임 있는 사과를 요구한다"라고 서면 브리핑을 냈다. 또한 "노동자의 사망에 대한 진정성 있는 책임을 져도 모자랄 회사 측이 노동자의 생명을 두 번 경시하는 무도한 행동을 하고 있다"라며 "SPC 그룹 SPL 사측을 강력히 규탄한다"라고 강조했다.
SPC그룹은 매뉴얼에 따른 통상적인 지원품이라는 해명을 내놓았다. 또한 빵을 보내지 않았다면 장례 물품에 빵이 포함돼 있는데 왜 안 보냈는지, 생산직이라 차별하는 것인지 기사가 보도되었을 것이라고 말했다.

### 10월 21일
오전 11시 열린 기자회견에서 허영인 SPC그룹 대표가 대국민 사과를 했다.
피해자의 유족은 고용부에 SPL과 SPL의 대표이사, 경영책임자, 안전보건관리책임자를 중대재해처벌법 위반 및 산업안전보건법 위반 혐의로 고소했다.

### 11월
피해자가 과로했으며 휴가 요청도 거절당했음이 드러났다.

## 반응

### 정부
- 윤석열 대통령은 16일 "정확한 사고 경위와 함께 구조적인 문제는 없었는지 파악하라"라고 지시하며 유가족에게 애도를 표했다고 대통령실 고위관계자는 밝혔다.[19]
- 경찰청은 국립과학수사연구원에 시신 부검을 의뢰하고, 회사 안전 책임자를 형사 입건했다.[20]
평택경찰서는 18일 업무상 과실치사 혐의로 공장 관계자를 불구속 입건했다.[20]
- 고용노동부는 해당 공장에 작업 중지를 명령하고 중대재해처벌법, 산업안전보건법 위반 여부를 조사 중이다.[20]
10월 18일, SPC그룹 회장 허영인은 중대재해처벌법 적용 대상이 아니며 공장을 운영하는 SPL과 회사 대표는 적용 여부를 조사 중이라고 발표했다.[21]

### 정치
- 10월 17일, 이재명은 피해자를 애도하며 "일터가 삶의 현장이 아닌 죽음의 현장이 되는 것을 막기 위해 할 수 있는 일을 하겠다"라고 밝혔다. 또한 SNS에 "있는 법조차 지키지 않으려고 '시행령 통치' 꼼수 부리다 그렇게 늘어난 틈새 사이사이로 노동자들이 끼어죽고, 떨어져 죽고, 깔려 죽는다"라는 게시물을 작성했다.[22]

### 민주노총
- 10월 20일, 전국 각지에서 대시민 선전 활동을 하며 "SPC 회장은 노동자 인권과 안전을 보장하라"라고 촉구하며 "노동자 인권을 무시한 채 이윤만을 추구하는 SPC를 규탄하고 제품 불매에 나선다"라고 밝혔다.

## 불매운동
그동안 계속 쌓인 대우와 위생, 환경 문제 등이 이 사건을 계기로 터져 불매운동이 시작되었다. 불매는 SPC그룹의 브랜드인 파리바게트(파리크라상), 베스킨라빈스31, 던킨도너츠 등의 상품을 사거나 먹지 않는 것이다. 하지만 SPC그룹에 피해를 입히자는 원 목적과는 다르게 잘못이 없는 가맹점주만 직접적인 피해를 당한다는 비판이 나온다. 또한 파리바게트 가맹점주협의회는 "시민사회의 역할은 충분히 인정하지만 불매운동 대신 노동자 안전을 확보하기 위한 사회운동을 해야 한다"라고 입장문을 냈다.